# Cathédrale Notre-Dame-de-l'Annonciation-et-Saint-Nathy de Ballaghaderreen
La cathédrale Notre-Dame-de-l'Annonciation-et-Saint-Nathy de Ballaghaderreen est une cathédrale catholique irlandaise. Elle est l'église principale du diocèse d'Achonry. Elles est dédiée à l'Annonciation faite à Marie et à saint Nathy (en).
La cathédrale, commandée par l'évêque Patrick Durcan, a été construite dans le style gothique à partir de 1855 et achevée en 1860, année de sa consécration. Elle a été conçue par Matthew Ellison Hadfield, du cabinet anglais Weightman, Hadfield and Goldie, en prenant pour modèle des églises médiévales anglaises et françaises. 